# Zlaté Hory (ort i Tjeckien, Mellersta Böhmen)
Zlaté Hory är en ort i Tjeckien.   Den ligger i regionen Mellersta Böhmen, i den centrala delen av landet, 60 km sydost om huvudstaden Prag. Zlaté Hory ligger 400 meter över havet och antalet invånare är 164.
Terrängen runt Zlaté Hory är huvudsakligen platt, men söderut är den kuperad. Zlaté Hory ligger nere i en dal. Runt Zlaté Hory är det glesbefolkat, med 19 invånare per kvadratkilometer. Närmaste större samhälle är Vlašim, 12,8 km norr om Zlaté Hory. Trakten runt Zlaté Hory består till största delen av jordbruksmark.